# Moapa Town
Moapa Town è un census-designated place (CDP) degli Stati Uniti, situato nella Contea di Clark nello stato del Nevada. Nel censimento del 2000 la popolazione era di 928 abitanti.

## Geografia fisica
Secondo i rilevamenti dell'United States Census Bureau, la località di Moapa Town si estende su una superficie di 390,5 km², tutti occupati da terre.

## Popolazione
Secondo il censimento del 2000, a Moapa Town vivevano 928 persone, ed erano presenti 220 gruppi familiari. La densità di popolazione era di 2,5 ab./km². Nel territorio comunale si trovavano 310 unità edificate. Per quanto riguarda la composizione etnica degli abitanti, il 62,93% era bianco, lo 0,22% era afroamericano, l'1,40% era nativo, l'1,83% era asiatico e lo 0,65% proveniva dall'Oceano Pacifico. Il 30.50% della popolazione apparteneva ad altre razze e il 2,48% a più di una. La popolazione di ogni razza ispanica corrispondeva al 35,02% degli abitanti.
Per quanto riguarda la suddivisione della popolazione in fasce d'età, il 38,8% era al di sotto dei 18, il 7,7% fra i 18 e i 24, il 26,8% fra i 25 e i 44, il 19,5% fra i 45 e i 64, mentre infine il 7,2% era al di sopra dei 65 anni di età. L'età media della popolazione era di 29 anni. Per ogni 100 donne residenti vivevano 106,7 maschi.